# 丹荘村
丹荘村（たんしょうむら）は埼玉県の北西部、児玉郡に属していた村。当初は賀美郡所属であった。

## 地理
- 河川：神流川

## 歴史
- 1889年（明治22年）4月1日 町村制施行により、賀美郡植竹村、元阿保村、原新田村、八日市村、関口村、肥土村、貫井村、小浜村、四軒在家村、児玉郡熊野堂村が合併し賀美郡丹荘村が成立する。
- 1896年（明治29年）3月29日 賀美郡が児玉郡、那珂郡と統合し児玉郡となる。
- 1954年（昭和29年）5月3日 青柳村と合併し神川村を新設する。

## 経済
農業
『大日本篤農家名鑑』によれば丹荘村の篤農家は、「関根菊次郎、大畠龜平、松原周作、岡野藤次郎、関口定吉、大澤禮治、松原平作、高橋廣太郎、渋谷銀三、関口虎治、坂本嘉久、福島粂吉、荒木玉八、山崎貞蔵、坂本和三郎、新井熊次郎、須川恒吉、大畠和助、田村貞利、大畠庄蔵、小峯兵松、岩崎源三郎、高柳龍三郎、岩崎豊次郎、小松初太郎、大畠春蔵、大畠照三郎、大澤為策」などである。

## 交通

### 鉄道
- 日本国有鉄道（現：東日本旅客鉄道）
  - 八高線：丹荘駅

## 出身・ゆかりのある人物
- 高橋守平（政治家） - 衆議院議員。

## 関連文献
- 「關口村」『新編武蔵風土記稿』 巻ノ245賀美郡ノ2、内務省地理局、1884年6月。NDLJP:764012/87。
- 「八日市村」『新編武蔵風土記稿』 巻ノ245賀美郡ノ2、内務省地理局、1884年6月。NDLJP:764012/88。
- 「原新田村」『新編武蔵風土記稿』 巻ノ245賀美郡ノ3。NDLJP:764012/90。